# Produkcja faktyczna
Produkcja faktyczna – produkcja rzeczywiście wytwarzana przez gospodarkę. W gospodarce rynkowej jej poziom wynika z opłacalności sprzedaży. Przy odpowiednim popycie na towar produkcja faktyczna może osiągnąć poziom produkcji potencjalnej. Zazwyczaj jednak ze względu na niższy popyt na towary produkcja faktyczna odchyla się w dół od produkcji potencjalnej. W takim wypadku możemy mówić o przestojach w wykorzystaniu czynników produkcji.